# Egle rectapica
Egle rectapica är en tvåvingeart som beskrevs av Ge och Fan 1981. Egle rectapica ingår i släktet Egle och familjen blomsterflugor. Inga underarter finns listade i Catalogue of Life.